# Die ganze Welt braucht Liebe

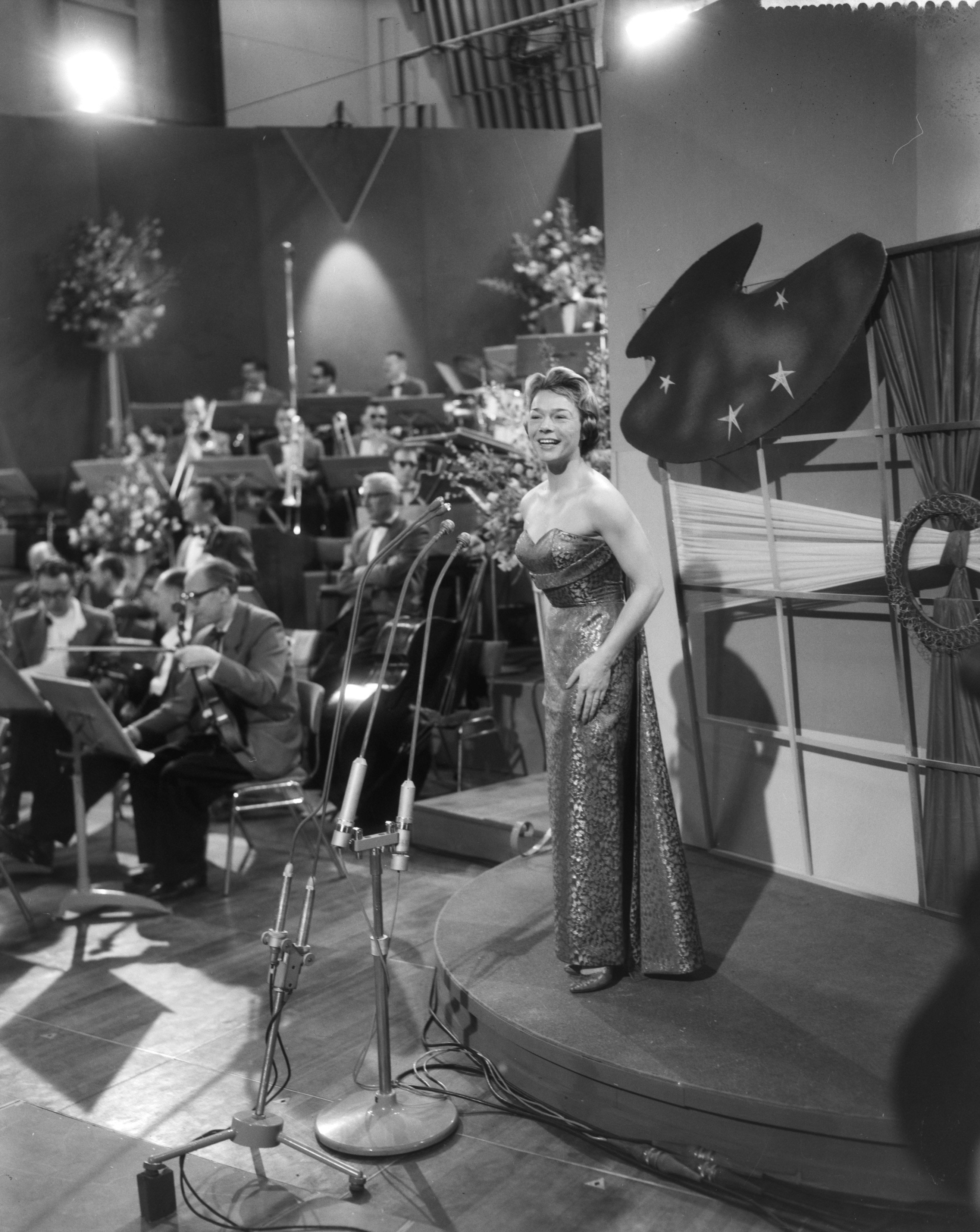
Liane Augustin interpretando la canción durante un ensayo del Festival de la Canción de Eurovisión 1958.

«Die ganze Welt braucht Liebe» (en español: «El mundo entero necesita amor») es una canción compuesta por Günther Léopold y Kurt Werner e interpretada en alemán por Liane Augustin. Fue elegida para representar a Austria en el Festival de la Canción de Eurovisión de 1958 tras ser seleccionada internamente por la emisora austríaca ORF.

## Festival de la Canción de Eurovisión 1958

### Selección
«Die ganze Welt braucht Liebe» fue seleccionada para representar a Austria en el Festival de la Canción de Eurovisión 1958 por la emisora austríaca ORF.

### En el festival
La canción participó en el festival celebrado en los estudios AVRO en Hilversum el 12 de marzo de 1958, siendo interpretada por la cantante austríaca Liane Augustin. La orquesta fue dirigida por Willy Fantl.
Fue interpretada en noveno lugar, siguiendo a Alemania con Margot Hielscher interpretando «Für zwei Groschen Musik» y precediendo a Suiza con Lys Assia interpretando «Giorgio». Al final de las votaciones, la canción recibió 8 puntos, obteniendo el quinto puesto de 10 junto a Bélgica.